# Sénah Mango
Sénah Mango (Lomé, 13 december 1991) is een Togolees voetballer die doorgaans speelt als centrale verdediger. In juli 2025 verliet hij FC Coffrane. Mango maakte in 2009 zijn debuut in het Togolees voetbalelftal.

## Clubcarrière
Mango startte zijn carrière in de jeugdopleiding van de Franse topclub Olympique Marseille. Op zeventienjarige leeftijd mocht de verdediger zich aansluiten bij de eerste selectie. In het seizoen 2011/12 werd Mango verhuurd aan AS Monaco in de Ligue 2. Monaco dwong ook een optie tot koop af, maar die werd nooit gelicht. In de zomer van 2013 werd besloten dat Mango een seizoen op huurbasis zou gaan spelen bij Luzenac. Na deze periode verliet hij Marseille en een jaar lang had de verdediger geen club. Na deze periode tekende hij voor twee jaar bij Boulogne. Na afloop van deze verbintenis trok El Ejido hem transfervrij aan. Mango stapte na één seizoen over naar Don Benito. Een halfjaar later gingen club en speler uit elkaar. In juli 2019 vond Mango in Sant Julià een nieuwe werkgever. Binnen Andorra verhuisde hij twee jaar later naar Santa Coloma. FC Coffrane haalde Mango in februari 2022 naar Zwitserland.

## Interlandcarrière
Zijn debuut in het Togolees voetbalelftal was op 10 september 2008 tegen Zambia en zijn eerste doelpunt voor Togo maakte hij op 11 februari 2009 tegen Burkina Faso.